# Парламентские выборы на Сент-Люсии (2011)
Парламентские выборы на Сент-Люсии проходили 28 ноября 2011 года. Лейбористская партия одержала победу, получив 11 из 17 мест парламента. 30 ноября лидер лейбористов Кенни Энтони был назначен премьер-министром. Это стал его второй срок, ранее он был премьер-министром в 1997—2006 годах.

## Избирательная система
17 членов Палаты собрания избираются по системе относительного большинства в одномандатных округах. Представитель победившей партии становится премьер-министром. Спикер палаты избирается после выборов извне парламента.

## Результаты
| Партия                                | Голоса  | %     | Места | +/-   |
| ------------------------------------- | ------- | ----- | ----- | ----- |
| Лейбористская партия                  | 42 456  | 50,99 | 11    | +5    |
| Объединённая рабочая партия           | 39 100  | 46,96 | 6     | –5    |
| Национальное демократическое движение | 200     | 0,24  | 0     | новая |
| Люсийское народное движение           | 143     | 0,17  | 0     | новая |
| Зелёные                               | 23      | 0,03  | 0     | новая |
| Независимые                           | 1338    | 1,61  | 0     | 0     |
| Недействительных/пустых бюллетеней    | 1775    | –     | –     | –     |
| Всего                                 | 85 035  | 100   | 17    | 0     |
| Зарегистрированных избирателей/Явка   | 151 466 | 56,14 | –     | –     |
| Источник: Caribbean Elections         |         |       |       |       |